# 王一誠
王一誠（1514年—1570年），初字學程，改字明得，號望川，直隸蘇州府崑山縣軍籍，太倉州人，明朝政治人物。

## 生平
嘉靖三十七年（1558年）戊午科應天鄉試第八十九名舉人，四十四年（1565年）中式乙丑科會試第三百八十三名，以心疾發作不應殿試，隆慶二年（1568年）戊辰科三甲第三百名進士。吏部觀政，四年（1570年）六月授溫州府推官，同年卒於官。

## 家族
曾祖王僑，南京工部郎中；祖父王悌，贈南京禮部主事；父王世芳，廣東按察司副使。母毛氏，禮部尚書毛澄之女，封安人；繼母丘氏，山東布政使司左參政丘經之女。兄王一貫，弟王一元、王一正、王一中、王一恭、王一善、王一藝。
妻為太常寺卿魏校之女。
有三子：王綬、王紈、王繢，女兒三人。
王一貫子王周紹。